# کلوستریدیم اسیدیسولی
کلوستریدیم اسیدیسولی نام یک باکتری تثبیت کنندهٔ نیتروژن از جنس کلوستریدیوم است که از خاک اسیدی باتلاق در کوه‌های فیشتل آلمان جدا شده‌است.